# Norshahrul Idlan
Norshahrul Idlan bin Talaha (* 8. Juni 1986 in Besut) ist ein malaysischer Fußballspieler.

## Karriere

### Verein
Das Fußballspielen lernte Norshahrul Idlan bei Perak FA in Ipoh. Hier unterschrieb er 2003 auch seinen ersten Vertrag. Der Verein spielte in der höchsten Liga des Landes, der Malaysia Super League. 2007 wechselte er zum Ligakonkurrenten Negeri Sembilan FA nach Negeri Sembilan. Nach einem Jahr ging er zum Erstligaaufsteiger UPB-MyTeam FC nach Selangor. Nach 75 Spielen und 14 Toren wechselte er 2010 nach Kota Bharu zu Kelantan FA. Mit dem Club gewann er 2010 und 2012 den Malaysia Cup. Für Kelantan spielte er 69 Mal und schoss dabei 36 Tore. Johor Darul Ta’zim FC, der Erstligist aus Pasir Gudang, nahm ihn 2013 für zwei Jahre unter Vertrag. 2014 wurde er Meister. 2013 stand er mit dem Club im Finale des Malaysia FA Cup. Im Finale des Malaysia Cup stand er 2014. Anfang 2015 wechselte er für ein halbes Jahr zum Erstligisten Armed Forces FC. Mitte 2015 zog es ihn nach Kuala Terengganu, wo er einen Vertrag beim Erstligisten Terengganu FA unterschrieb. Für den Club absolvierte er bis Ende 2016 insgesamt 53 Erstligaspiele. Die Saison 2017 spielte er bei FELDA United in Jengka. 2018 unterschrieb er einen Vertrag bei Pahang FA in Kuantan. Mit Pahang gewann er 2018 den Malaysia FA Cup und wurde 2019 Vizemeister der Malaysia Super League. Seinen ersten Auslandsvertrag unterschrieb er 2020 in Thailand. Hier unterschrieb er einen Vertrag beim Erstligaaufsteiger BG Pathum United FC aus Pathum Thani. Der Verein aus Pathum Thani spielte in der Thai League. Ende des Jahres wurde sein Vertrag nicht verlängert. Für BG absolvierte er sechs Erstligaspiele. Die Saison 2021 stand er in Malaysia beim Zweitligisten Sarawak United FC unter Vertrag. Am Ende der Saison wurde er mit dem Verein Vizemeister der Liga und stieg in die erste Liga auf. Nach dem Aufstieg verließ er den Klub und schloss sich dem Erstligisten Melaka United an.

### Nationalmannschaft
Seit 2007 spielte Norshahrul Idlan 79 Mal für die malaysische Nationalmannschaft. 2009 gewann er mit dem Team die Südostasienspiele. Die Südostasienmeisterschaft feierte er 2010. 2014 und 2018 wurde man jeweils zweiter des Turniers.

## Erfolge und Auszeichnungen

### Erfolge

#### Verein
Pahang FA
- Malaysia FA Cup

Sieger: 2018
- Malaysia Super League

Vizemeister: 2019
Johor Darul Ta’zim FC
- Malaysia Super League

Meister: 2014
- Malaysia Cup

2. Platz: 2014
- Malaysia FA Cup

2. Platz: 2013
Kelantan FA
- Malaysia Cup

Sieger: 2010, 2012
- Division 1/Premier 1/Super League

Meister: 2011, 2012
- Piala Sumbangsih

Sieger: 2011

#### Nationalmannschaft
- Südostasienspiele

Sieger: 2009
- Fußball-Südostasienmeisterschaft

Sieger: 2010
2. Platz: 2014, 2018

### Auszeichnungen
- Football Association of Malaysia

Bester Stürmer und wertvollster Spieler: 2010, 2011, 2012
- Fußball-Südostasienmeisterschaft

Top-Elf: 2018
- ASEAN Football Federation

Top-Elf: 2019